# V. K. Ting

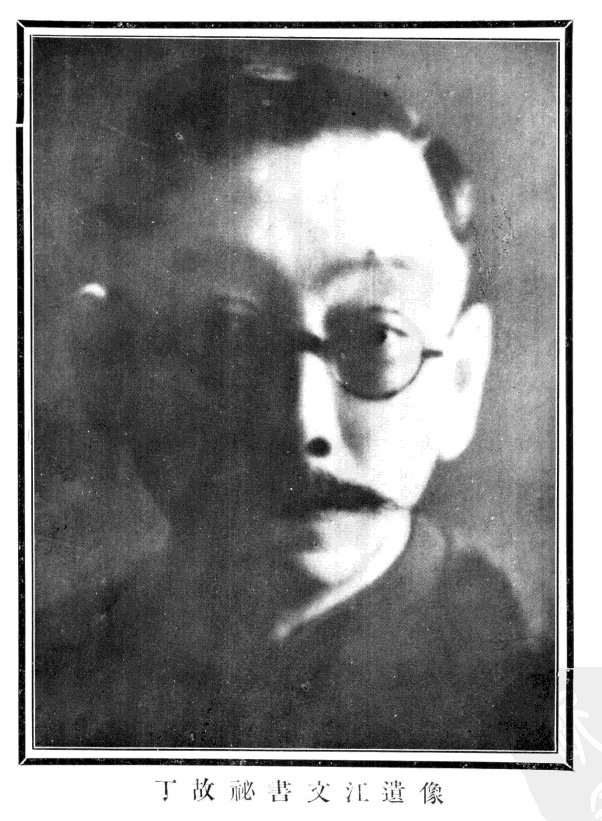

V. K. Ting även känd som Ding Wenjiang, född 20 mars 1887 i Taixing, avliden 5 januari 1936 i Changsha, var en kinesisk geolog som bland annat är känd för sitt nära samarbete med Johan Gunnar Andersson.